# Lithocarpus echinops
Lithocarpus echinops är en bokväxtart som beskrevs av Karl Jesper Hjelmquis. Lithocarpus echinops ingår i släktet Lithocarpus och familjen bokväxter. Inga underarter finns listade.